# デリアティンへのミサイル攻撃
デリアティンへのミサイル攻撃（デリアティンへのミサイルこうげき）は、ロシア軍がウクライナのイヴァーノ＝フランキーウシク州デリアティンにあるウクライナ軍のミサイルや航空用弾薬の地下倉庫をミサイルで攻撃した事件を指す。ロシアがウクライナに対して初めてKh-47M2 キンジャールを使用したとされる。

## 経緯
3月19日、ロシア国防省は、イヴァーノ＝フランキーウシク州デリアティンにある地下倉庫を破壊するために超音速ミサイルを使用したと発言し、ウクライナ空軍司令部の報道官Yurii Ihnatもまた、デリアティンへのミサイル攻撃の事実を認めた。ウクライナ国防省は、攻撃の事実は確認したが、使用された兵器の正確な種類までは確証していないとした。さらに、国防省は、「残念ながらウクライナはロシアの兵器の実験場と化している。ロシアは、戦域弾道ミサイル複合9K720、巡航ミサイル3M-54 カリブル、その他のミサイルKh-101, Kh-55, X-555を使用している」と発言した。
アメリカ当局は、CNNに対して、「先週にロシアがウクライナに対して強力な超音速ミサイルを発射し、判明している中で初めて戦闘中に使用された」との認識を示した。ロシアは、デリアティンの兵器庫の破壊のために、金曜日に超音速ミサイルを配備したとした。ミサイル攻撃には、兵器の実験と西側に対してロシアの能力に関するメッセージを送る意図があったものと思われる。

### ロシアの映像
ロシアは、ルーマニアとの国境からわずか100キロメートルのところにあるウクライナ南西部の村デリアティンへのミサイル攻撃の映像を公開した。3月19日夜には、The War Zoneが、アメリカの企業Planet Labsが撮影した衛星画像を入手し、ロシア国防省の映像にある攻撃はウクライナ西部の倉庫ではなく、ハルキウ州の農園あるいは鶏舎に対するものであるとした。画像は、映像が公開されキンジャールの使用に関する情報が広がる1週間前である2022年3月12日に撮影された。当時、すでに農園は部分的に破壊されていた。